# Голодные игры (серия романов)
«Голодные игры» (англ. The Hunger Games) — трилогия и два приквела американской писательницы Сьюзен Коллинз. В трилогию входят романы «Голодные игры» 2008 года, «И вспыхнет пламя» 2009 года и «Сойка-пересмешница» 2010 года. За короткое время книги трилогии стали бестселлерами, первые два романа почти два года находились в списке самых продаваемых книг на территории США. Компания Lionsgate выкупила права на экранизацию всех частей трилогии, мировая премьера фильма по первому роману состоялась 12 марта 2012 года, по второму роману — 11 ноября 2013 года, а выход оставшихся (фильм по роману «Сойка-пересмешница» разделён на две части) состоялся 10 ноября 2014 года и 4 ноября 2015 года.

## История создания
В предисловии к первому роману Сьюзен Коллинз раскрывает несколько причин к созданию сюжета Голодных игр. Во-первых, она упоминает древнегреческий миф о Тесее и Минотавре, согласно которому за прошлые провинности афиняне периодически посылали на Крит семь юношей и семь девушек, которых бросали в лабиринт, обрекая на съедение чудовищу. Второй причиной Коллинз называет военную карьеру отца, ветерана ВВС, военного специалиста и историка, с которым она ездила к местам известных сражений. Коллинз также ссылается на гладиаторские бои в древнем Риме. По её мнению, для создания захватывающего состязания необходимы три ключевых элемента:  всемогущее и безжалостное правительство; люди, которых принуждают сражаться насмерть; и, наконец, это должно служить источником массового развлечения.
В то же время Сьюзен приводит случай, послуживший катализатором: сидя у телевизора и переключая пультом каналы, она вдруг перескочила с развлекательного реалити-шоу на репортаж о реальных военных событиях войны в Ираке.

## Книги серии
В 2006 году Сьюзен Коллинз и «Scholastic Press» подписали контракт (с шестизначной суммой) на три книги, поэтому на территории США все части трилогии выходили именно в этом издательстве.

### Голодные игры
В США роман издан 14 сентября 2008 года, причём в связи с повышенным интересом читателей, запланированный тираж был увеличен в 4 раза. За полгода (по состоянию на 11 февраля 2010 года) было продано более 800 000 экземпляров в 26 странах мира.
За короткое время роман «Голодные игры» стал «бестселлером (согласно таблоидам США Сегодня» и «Нью-Йорк таймс»). Роман отмечен в номинации лучшая книга для подростков 2008 года («Нью-Йорк таймс») и назван лучшим романом года (Американской библиотечной ассоциацией и School Library Journal). Как лучший роман в жанре фэнтези и научной фантастики, «Голодные игры» получил приз «2008 Cybil Winner».

### И вспыхнет пламя
1 сентября 2009 года вышел в свет роман — «И вспыхнет пламя» (англ. Catching Fire, буквально — воспламенение), долгожданное продолжение трилогии. За полгода (по состоянию на 11 февраля 2010 года) было продано более 750 000 копий. «И вспыхнет пламя» вошёл в десятку лучших книг года согласно рейтингам журнала «Тайм» и People Magazine’s. «Publishers Weekly» назвал роман лучшей книгой 2009 года.

### Сойка-пересмешница
Заключительный роман трилогии — «Сойка-пересмешница» (англ. Mockingjay) вышел 24 августа 2010 года, и за первую неделю было продано более 450 тысяч экземпляров. Своё название книга получила от вымышленной птицы, обитающей в мире «Голодных игр» (она изображена на обложке американского издания первой книги трилогии). Сойка-пересмешница является гибридом пересмешника и сойки-говоруна — генетическим мутантом, который был создан в лабораториях Капитолия во время восстания в Дистриктах (птица могла на слух запоминать огромные объёмы текста и позже воспроизводить их, тем самым став незаменимым шпионом). Повстанцы разгадали эту хитрость и стали передавать сойкам-говорунам дезинформацию. Эксперимент был закрыт, а скомпрометированные сойки-говоруны были выпущены на волю, где рано или поздно должны были погибнуть, так как все птицы-шпионы являлись самцами. Но модифицированный вид выжил: сойки-говоруны начали скрещиваться с самками пересмешников.

### Баллада о змеях и певчих птицах
Приквел «Голодных игр», в центре сюжета история молодого Кориолана Сноу, будущего президента Панема, который становится ментором девушки-трибута из Дистрикта-12 на 10-х Голодных играх. Роман «Баллада о змеях и певчих птицах», вышла на английском языке 19 мая 2020 года. Русский перевод был опубликован в сентябре 2020 года.

### Рассвет жатвы
Действие романа будет происходить через 40 лет после романа «Баллада о змеях и певчих птицах», что отсылает нас к 50-м Голодным играм (2-й Квартальной бойне), победителем которых стал Хеймитч Эбернети из Дистрикта 12. Дата выхода романа: 18 марта 2025 года.

## Сюжет
Действие происходит в постапокалиптическом мире, где после неизвестной глобальной катастрофы на территории бывшей Северной Америки образовалось антиутопичное государство Панем (англ. Panem). Его столица Капитолий расположена в районе Скалистых гор, разделявших когда-то США и Канаду, а вокруг неё сосредоточены двенадцать (изначально тринадцать) округов — дистриктов, снабжающих столицу разнообразным сырьём. Весьма характерно описано классовое деление Панема: богатые жители Капитолия шикуют за счёт бедных, голодающих и угнетённых жителей дистриктов (притом чем выше дистрикт по номеру, тем он отдалённее от Капитолия и беднее). За 74 года до описываемых в романах событий недовольные таким положением вещей тринадцать Дистриктов восстали. Бунт был жестоко подавлен, двенадцать дистриктов перешли под полный контроль Капитолия, а 13-й дистрикт (поскольку там производилось ядерное оружие) — официально уничтожен. В память об этой войне (и в назидание другим дистриктам) Капитолий устраивает ежегодный развлекательный турнир — Голодные игры.
Правила игр просты: из каждого дистрикта посредством жеребьёвки (так называемая церемония Жатвы) выбираются двое молодых людей (юноша и девушка) в возрасте от 12 до 18 лет, которые в числе 24 участников (по двое от каждого дистрикта) становятся трибутами — игроками реалити-шоу на выживание. Мероприятие проводится на арене, где за каждым шагом трибутов следят многочисленные видеокамеры, а события транслируются по всей стране. В таких особенностях турнира просматривается схожесть с событиями романа Косюна Таками «Королевская битва».
Каждая пара трибутов имеет двух наставников — менторов, которые во время игр собирают деньги и находят спонсоров, чтобы помочь своим участникам, высылая различные необходимые для выживания артефакты (вещи, лекарства, припасы). Поэтому очень важно привлечь к участникам внимание зрителей, для чего всем трибутам выделяется команда различных визажистов, стилистов и парикмахеров.
Чтобы стать трибутом Голодных игр, необходимо, чтобы билет с именем участника своеобразной лотереи вытянули из числа всех остальных. Количество билетов с именем потенциального трибута зависит от его возраста — чем старше участник, тем больше билетов с его именем участвует в жеребьёвке. Также в бедных дистриктах существует правило, согласно которому за дополнительные билеты можно получить годовой продовольственный паёк для всей семьи. Кроме этого, любой желающий может вызваться добровольцем, в таком случае  жеребьёвка не проводится. В случае, если вызвалось несколько добровольцев, отбор проводится между ними. В некоторых богатых дистриктах трибутами практически всегда становятся добровольцы.
Главная героиня, шестнадцатилетняя Китнисс Эвердин, становится добровольной участницей игр (жребий падает на её младшую сестру — Примроуз, поэтому Китнисс вызывается вместо неё). Вместе со вторым участником из Дистрикта-12, Питом Мелларком, Китнисс вступает в борьбу за жизнь. Сыграв на том, что они якобы безумно влюблены друг в друга, Китнисс вынуждает организаторов игр изменить условия: раньше победителем мог стать только один трибут, теперь же в случае, если последние двое оставшихся в живых участника принадлежат к одному дистрикту, победителями объявляются оба. Китнисс и Пит угрожают устроителям игр двойным самоубийством (или выживают оба, или никто), и Капитолий, в лице главного распорядителя игр, вынужден смириться с такой выходкой, нарушающей сложившиеся за 75 лет правила игр. Угнетённые жители дистриктов, воодушевлённые тем, что девушке своими силами удалось переиграть правительство, получают надежду. В стране зреет недовольство.
На фоне всего этого присутствует также и любовная интрига. Друг детства Китнисс, Гейл Хоторн, с которым она убегала в лес (притом, что выход за территорию дистрикта строжайше запрещён), явно в неё влюблён. А сама она, вынужденная изображать влюблённую в Пита перед телекамерами и пытающаяся восстановить дружеские отношения с Гейлом, не может разобраться в своих чувствах (в связи с этим нередко сравнение с сюжетной линией серии романов Стефани Майер «Сумерки», где героиня Белла Свон также заключена в любовный треугольник, однако, как замечают критики, у Китнисс, в отличие от Беллы, на первом месте стоят не отношения с молодыми людьми, а вопросы выживания и забота о близких ей людях).
Президент Сноу, отлично осведомлённый обо всем, что связано с Китнисс, угрожает ей расправой над Гейлом и родными, отчего Китнисс и Пит снова становятся участниками Голодных игр, а именно Квартальной бойни, проводимой каждые 25 лет. Именно на таких играх стал победителем ментор Китнисс — Хеймитч Эбернети, единственный на тот момент живой победитель Дистрикта-12. На этот раз участниками Квартальной бойни становятся победители всех прошлых игр. Но и на этот раз Игры заканчиваются не так, как планировал Сноу. С Арены Китнисс и нескольких трибутов (Финника Одейра и Бити) вытаскивают повстанцы. От Гейла, примкнувшего к мятежникам из Дистрикта-13, Китнисс узнает, что Дистрикт-12 уничтожен.
В заключительном романе трилогии Китнисс и Гейл участвуют в восстании, вновь поднятом Дистриктом-13, где собрались беженцы из других округов. Во время акции, организованной с целью убийства президента Сноу, многие из участников восстания погибают, в том числе и младшая сестра Китнисс, Примроуз. Когда новоявленный президент Койн решает устроить Голодные игры с участием молодёжи Капитолия, Китнисс убивает Койн и попадает под суд. В результате она возвращается в Дистрикт-12, где единственным неразрушенным объектом является Деревня победителей. Вскоре в деревню приезжает Пит.

### Главные персонажи
- Китнисс Эвердин (англ. Katniss Everdeen, имя происходит от названия растения стрелолист) — главная героиня трилогии, девушка трибут Дистрикта-12, от лица которой и ведётся повествование. Она живёт со своей младшей сестрой Примроуз (англ. Primrose) и матерью. После того как её отец умирает в результате взрыва в шахте, она охотится и занимается собирательством вопреки законам Капитолия, чтобы обеспечить семью.
- Пит Мелларк (англ. Peeta Mellark) — сын пекаря, юноша трибут Дистрикта-12, одноклассник Китнисс. С пяти лет Пит тайно влюблён в Китнисс (несмотря на то, что Пит и Китнисс учились в одном классе, они не дружили и практически не общались, так как Пит принадлежал к семьям состоятельных торговцев, а Китнисс — к жителям Шлака, самого бедного района Дистрикта-12). Узнав об этом факте, ментор решает сыграть на их влюблённости, вызвав симпатии публики и спонсоров.
- Гейл Хоторн (англ. Gale Hawthorne) — восемнадцатилетний парень из родного дистрикта Китнисс, её лучший друг, с которым они вместе охотились, собирали съедобные растения. Имея схожие характеры, Гейл и Китнисс договорились всегда заботиться о семьях друг друга. Гейл давно влюблен в Китнисс, он даже предлагал ей сбежать из дистрикта, чтобы избежать жеребьёвки.
- Хеймитч Эбернети (англ. Haymitch Abernathy) — единственный живой из жителей Дистрикта-12, кто когда-либо побеждал в Голодных играх до событий, описанных в трилогии. Страдает алкоголизмом. В виду своего давешнего чемпионства (Хеймитч выиграл предыдущие Квартальные Игры в возрасте 16 лет, использовав силовое поле вокруг арены, чтобы обхитрить своего противника), Эбернети становится ментором Китнисс и Пита.
- Примроуз (Прим) Эвердин (англ. Primrose (Prim) Everdeen) — младшая сестра Китнисс. Вместе с матерью лечит людей, учится врачеванию, имея к этому большие способности. Очень нежна и ласковая, как цветок примула. Очень любит своего кота Лютика, который никого не признает, кроме неё, а Китнисс ненавидит (она хотела его утопить ещё котенком). Была выбрана трибутом на 74-е Игры, прежде чем сестра заняла её место, вызвавшись добровольцем.
- Кориолан Сноу (англ. Coriolanus Snow) — тиран и деспот. Видя, что Китнисс становится символом восстания, принимает меры (запугивание, угрозы, убийства), дабы сохранить власть Капитолия (и свою, соответственно) над дистриктами. Главный герой приквела — ментор девушки из Дистрикта-12 (Люси Грей Бэйрд).
- Альма Коин (англ. Alma Coin) — лидер повстанцев из Дистрикта-13, население которого переселилось под землю.
- Сеян Плинт (англ. Sejanus Plinth) — друг Кориолана Сноу, ментор на 10-х Голодных Играх.
- Люси Грей Бэйрд (англ. Lucy Gray Baird) —  победительница 10-х Голодных Игр, первый победитель от Дистрикта-12.

### Дистрикты
| Дистрикт     | Деятельность                        | Трибуты 10-х игр                                                | Трибуты 50-х игр | Трибуты 74-х игр                                               | Трибуты 75-х игр                                               |
| ------------ | ----------------------------------- | --------------------------------------------------------------- | --- | -------------------------------------------------------------- | -------------------------------------------------------------- |
| Первый       | Ювелирное дело                      | Велверин (Velvereen), Фесит (Facet)                             | Силка Шарп (Silka Sharp), Карат (Carat), Панаш Баркер (Panache Barker), Лупе (Loupe)                                                                                                 | Диадема (Glimmer), Марвел (Marvel)                             | Кашмира (Cashmere), Блеск (Gloss)                              |
| Второй       | Каменоломня, оружие, миротворцы     | Сабина (Sabyn), Маркус (Marcus)                                 | Камилла (Camilla), Нона (Nona), Алфей (Alpheus), Янус (Janus) | Мирта (Clove), Катон (Cato)                                    | Энорабия (Enorabia), Брут (Brutus)                             |
| Третий       | Электроника                         | Тесли (Teslee), Серк (Circ)                                     | Дио (Dio), Коил (Coil), Лект (Lect), Ампер Литье (Ampert Latier) | —                                                              | Вайресс (Wiress), Бити Литье (Beetee Latier)                   |
| Четвёртый    | Рыболовство                         | Коралл (Coral), Миззен (Mizzen)                                 | Барба (Barba), Маритта (Maritte), Урчин (Urchin), Англер (Angler) | —                                                              | Мэгз Флэнаган (Mags Flanagan), Финник Одэйр (Finnick Odair)    |
| Пятый        | Электроэнергия                      | Соль (Sol), Хай (Hy)                                            | Анион (Anion), Потена (Potena), Хихел (Hychel), Фиссер (Fisser) | Финч «Лиса» (Finch «Foxface»)                                  | —                                                              |
| Шестой       | Транспорт                           | Джинни (Ginnee), Отто (Otto)                                    | Велли (Wellie), Вело (Velo), Мили (Miles), Атрейд (Atread) | —                                                              | Морфлингисты (Female Morphling and Male Morphling)             |
| Седьмой      | Древесина и бумага                  | Ламина (Lamina), Трич (Treech)                                  | Осень (Autumn), Рингина (Ringina), Бирчер (Bircher), Харвут (Heartwood) | —                                                              | Джоанна Мейсон (Johanna Mason), Чума (Blight)                  |
| Восьмой      | Портняжное дело                     | Воуви (Wovey), Боббин (Bobbin)                                  | Идея (Notion), Алана (Alawna), Уфтон (Wefton), Рипман (Ripman) | —                                                              | Цецелия (Cecelia), Лай (Woof)                                  |
| Девятый      | Зерно                               | Шиф (Sheaft), Панло (Panlo)                                     | Керна (Kerna), Мидж (Midge), Райан (Ryan), Клейтон (Clayton) | —                                                              | —                                                              |
| Десятый      | Животноводство                      | Бренди (Brandy), Теннер (Tanner)                                | Ленни (Lannie), Пилер (Peeler), Бак (Buck), Штамп (Stamp) | —                                                              | —                                                              |
| Одиннадцатый | Сельское хозяйство                  | Дилл (Dill), Рипер Эш (Reaper Ash)                              | Цикорий (Chicory), Блоссом (Blossom), Хул (Hull), Тил (Tile) | Рута (Rue), Цеп (Thresh)                                       | Сидер (Seeder), Рубака (Chaff)                                 |
| Двенадцатый  | Добыча угля                         | Люси Грей Бэйрд (Lucy Gray Baird), Джессап Диггз (Jessup Diggs) | Мейсили Доннер (Maysilee Donner), Луэлла Маккой (Louella McCoy), Лу-Лу (Lou Lou), Уайатт Кэллоу (Wyatt Callow) Вудбайн Ченс (Woodbine Chance), Хеймитч Эбернети (Haymitch Abernathy) | Китнисс Эвердин (Katniss Everdeen), Пит Мелларк (Peeta Melark) | Китнисс Эвердин (Katniss Everdeen), Пит Мелларк (Peeta Melark) |
| Тринадцатый  | Добыча кремния (военные разработки) |                                                                 | |                                                                |                                                                |

## Издания на других языках

### В России
В России изданием серии занимается издательство «АСТ», совместно с «Астрель» и Владимирским издательством «ВКТ». Помимо дополнительных тиражей, все три книги были переизданы в другом оформлении под кинообложкой, а в 2011 году — под одной обложкой. Заключительный роман трилогии, вышедший в США летом 2010 года, в России вышел в начале декабря 2011 года (сразу в двух вариантах обложки).

## Экранизация
Права на экранизацию всех частей трилогии приобрела канадская медиакомпания Lionsgate Entertainment Corporation. Совместно с Lionsgate над первой частью работали режиссёр Нина Джейкобсон (англ. Nina Jacobson), президент компании Buena Vista Motion Pictures Group (основная киностудия The Walt Disney Company).
В период создания экранизации было множество вопросов по статусу будущего фильма по системе рейтингов Американской киноассоциации. В частности, какой рейтинг получит фильм за жёсткие сцены убийств и насилия. С одной стороны, ожидаемый рейтинг не ниже PG-13 (англ. Parents strongly cautioned) делал невозможным поход в кинотеатр для немалой доли целевой аудитории романа, с другой стороны, если дети смогут прийти только вместе с родителями, это автоматически увеличивало количество зрителей.
Мировая премьера фильма «Голодные игры» состоялась 23 марта 2012 года. В роли сценаристов выступили сама Сьюзен Коллинз и сценарист и режиссёр Билли Рей (англ. Billy Ray). Бюджет картины составил 78 миллионов $.
8 августа 2011 года, во время съёмок фильма по первому роману трилогии, компания Lionsgate объявила, что выход сиквела (по роману «И вспыхнет пламя») запланирован на 22 ноября 2013 года. В ноябре 2011 года компания начала переговоры со сценаристом Саймоном Бьюфой («Миллионер из трущоб», «127 часов»), с целью пригласить его для адаптации романа на экраны, так как компанию не устраивают темпы работавших над первой частью Коллинз и режиссёра картины Гэри Росса. 10 апреля 2012 года Росс официально заявил, что не будет работать над сиквелом, в результате Lionsgate в рекордные сроки составили «виш-лист» режиссёров на его место, и уже 19 апреля поступило сообщение, что режиссёром второй части станет Френсис Лоуренс.
Вторая часть «Голодные игры: И вспыхнет пламя» впервые вышла в Великобритании 11 ноября, затем в Бразилии 15 ноября 2013 года, где собрала $2,4 млн, что в три раза больше сборов первой части на той же территории. В России премьера состоялась 21 ноября 2013 года.
10 июля 2012 года было объявлено, что заключительный фильм «Голодные игры: Сойка-пересмешница» будет выпущен в двух частях. Часть 1 была выпущена 20 ноября 2014 года, а часть 2 — 19 ноября 2015 года. Обе части снимались одновременно.